# Беднов, Иван Ефимович
Иван Ефимович Беднов — бригадир колхоза имени Войтика Александровского района Ставропольского края, Герой Социалистического Труда (07.12.1973).

## Биография
Родился 10.08.1924 в селе Казгулак Петровского района Ставропольского края. Член КПСС с 1953 года.
Окончил Ставропольскую сельскохозяйственную школу.
Участник Великой Отечественной войны. В 1943 году после освобождения села Александровского зачислен в 151-ю стрелковую дивизию, с которой прошел боевой путь до Австрии. Награждён медалями «За отвагу» (22 июня 1945), «За боевые заслуги» (28 июня 1944), «За взятие Будапешта» (1945).
В 1947 г. демобилизовался, работал учётчиком, с 1952 (после окончания агрономической школы) — бригадиром, заведующим 5-м производственным участком.
В 1968 году его коллективу было присвоено звание «Бригада высокой культуры земледелия». В 1973 году с площади 1770 гектаров при плане 4175 собрано 5792 тонны зерна; урожайность зерновых составила 32,7 ц/га при плане 23,4 ц. и соцобязательствах 25 центнеров. Это превысило среднегодовую урожайность предыдущих лет на 11,5 центнера.
Первую награду — медаль «За доблестный труд. В ознаменование 100-летия со дня рождения В. И. Ленина» получил в 1971 году. В том же году награждён орденом Ленина, а в 1973 году присвоено звание Героя Социалистического Труда. В 1974 награждён бронзовой медалью ВДНХ за достигнутые успехи в развитии народного хозяйства СССР; в 1985 году медалью «Ветеран труда».
В 1976 году делегат XXV съезда КПСС.
С 1989 г. на пенсии.
Умер 15 мая 1996 года.